# Liste d'écrivains écossais
 (juin 2024).
Si vous disposez d'ouvrages ou d'articles de référence ou si vous connaissez des sites web de qualité traitant du thème abordé ici, merci de compléter l'article en donnant les références utiles à sa vérifiabilité et en les liant à la section « Notes et références ».
Liste des écrivains écossais dans tous les genres, par ordre alphabétique. Cette liste présente les auteurs écossais qui ont écrit aussi bien en anglais qu'en scots, en gaélique écossais, en latin, ou dans d'autres langues.
- Haut – A
- B
- C
- D
- E
- F
- G
- H
- I
- J
- K
- L
- M
- N
- O
- P
- Q
- R
- S
- T
- U
- V
- W
- X
- Y
- Z

## A
- Thomas Aird (1802-1876), poète
- Alasdair MacMhaighstir Alasdair (vers 1695-1770), poète
- Alexander Adam (1741–1809), latiniste
- William Alexander (vers 1570-1640)
- Marion Angus (1866–1946)
- John Arbuthnot
- Margot Asquith (1864–1945)
- Sir Robert Ayton (1570-1638), poète
- William Edmondstoune Aytoun (1813-1865), poète

## B
- Grizel Baillie (1665-1746)
- Robert Michael Ballantyne (1825–1894)
- Iain Banks, (1954), également connu sous le nom de Iain M. Banks
- John Barbour (1316-1395), poète
- Alexander Barclay (vers 1475 - 1552)
- Sir J. M. Barrie (1860-1937) : Peter Pan
- William Edward Baxter (1825-1890), écrivain de voyage
- James Beattie (1735-1803)
- Alan Bissett (1975)
- William Black (1841-1898)
- Robert Blair (1699-1746), poète
- George Blake (1893-1961)
- James Boswell (1740-1795)
- William Boyd (1952-)
- O.H. Manor, dit James Bridie (1885-1951)
- Christopher Brookmyre (1968-)
- George Douglas Brown (1869–1902)
- John Buchan (1875-1940) : Les 39 Marches
- George Buchanan (1506-1582)
- James Burnett (1714-1799)
- Robert Burns (1759-1796), le poète national d'Écosse
- John Burnside (1955)
- Ron Butlin (1949)

## C
- Thomas Campbell (1777-1844)
- Thomas Carlyle (1795-1881)
- Catherine Carswell (1879–1946)
- William Cleland (1661–1689)
- Joe Corrie (1894–1968)
- Samuel Rutherford Crockett (1860-1914)
- Archibald Joseph Cronin (1896-1981)
- Helen Cruickshank (1886–1975)

## D
- John Davidson (1857-1909)
- Gavin Douglas (1474–1522)
- Arthur Conan Doyle, (1859-1930) : Sherlock Holmes[1]
- William Drummond d'Hawthornden (1585-1649)
- William Dunbar (vers 1460 - vers 1520), poète
- Jane Duncan (1910–1976)
- Douglas Dunn (1942), poète
- Dorothy Dunnett (1923-2001)

## F
- Robert Fergusson
- Susan Edmonstone Ferrier (1782–1854)
- John Fleming (1785–1857)
- Andrew Fletcher de Saltoun (1653-1716)
- James Frame (1803 - 1876)

## G
- Janice Galloway, (1956-)
- John Galt (1779–1839)
- Robert Garioch (1909–1981)
- Lewis Grassic Gibbon (1901–1935)
- William Glen (1789–1826), poète
- Janey Godley
- Robert Bontine Cunninghame Graham (1852–1936)
- W. S. Graham (1918–1986), poète
- Kenneth Grahame (1859-1932)
- Elizabeth Grant
- Iain Grant
- Alasdair Gray (1934-)
- Alex Gray (1950-)
- Alexander Gray (1882-1968), poète
- Muriel Gray (1959-)
- Andrew Greig (en) (1951-), poète
- Neil M Gunn (1891-1973)

## H
- Robert J. Harris
- George Campbell Hay (1915–1984)
- John MacDougall Hay (1880–1919)
- Robert Henryson (vers 1425 - vers 1500), poète
- James Hogg (1770-1835), poète
- John Home (1722-1808)
- David Hume de Godscroft (1558–1629), inspirateur de Walter Scott
- David Hume (1711-1776)
- Mollie Hunter (1922-)
- Frances Mary Hendry (1941-)

## J
- Violet Jacob (1863–1946)
- Quintin Jardine (1945-)
- Kathleen Jamie (1962-)

## K
- Robert Keith (en) (1681-1757)
- James Kelman (1946-)
- James Peebles Ewing Kennaway (1928–1968)
- A. L. Kennedy (1965-)
- Jessie Kesson (1916–1984)
- John Knox (vers 1505 - 1572)
- Frank Kuppner (1951-)

## L
- Andrew Lang, (1844-1912)
- Sir Thomas Dick Lauder, (1784-1848)
- Sir David Lyndsay, (vers 1490 - vers 1555)
- David Lindsay, (1878-1945)
- Douglas Lindsay, (1964-)
- Eric Linklater (1899–1974)
- John Gibson Lockhart (1794–1854)
- William Laughton Lorimer, (1885-1967)

## Mac/Mc
- Alexander McCall Smith (1948-)
- Stuart MacBride (1969-)
- Fionn Mac Colla (1906–1975)
- Norman MacCaig (1910-1996), poète
- Hugh MacDiarmid (1892-1978), poète
- George MacDonald (1824-1905), poète
- William McGonagall (1825–1902), poète
- Alasdair Alpin MacGregor (1899-1970), poète
- Duncan McIntyre (1724–1812), poète
- John William Mackail (1859–1945)
- Helen Clark MacInnes (1907-1985)
- Ian Maclaren (1850–1907)
- Sorley MacLean (1911-1996), poète
- Ken MacLeod (1954-)
- Compton Mackenzie (1883-1972)
- Henry Mackenzie (1745-1831)
- Ian Maclaren (1850–1907)
- Alistair MacLean (1922-1987)
- Robert McLellan (1907–1985)
- James Macpherson (1736-1796), poète

## M
- Sir John Malcolm, (1769-1833)
- Gavin Maxwell (1914–1969)
- Hugh Miller (1802–1856)
- Alan Alexander Milne (1882-1956) : Winnie l'ourson
- David Macbeth Moir (1798-1851)
- Sir Edward Montague (1867-1928)
- Edwin Morgan, (1920), poète
- Edwin Muir, (1887-1959), poète
- Charles Murray (1864–1941), poète

## N
- Carolina Nairne (1766–1845)

## O
- Andrew O'Hagan, (1968)
- Margaret Oliphant (1828–1897)
- James Macpherson, dit Ossian (1736 - 1796)

## R
- Allan Ramsay, (1686-1758)
- Ian Rankin (1960-) : Inspector Rebus
- William Robertson (1721-1793)

## S
- Alexander Scott
- Michael Scott, (1789-1835)
- Sir Walter Scott, (1771-1832) - Ivanhoé etc.
- William Sharp, (1855-1905), poète
- Nan Shepherd, (1893–1981)
- Samuel Smiles, (1812-1904)
- Adam Smith, (1723-1790)
- Sydney Goodsir Smith, (1915–1975)
- Tobias Smollett, (1721-1771)
- William Soutar, (1898–1943)
- Muriel Spark, (1918-2006) : Les belles années de Mlle Brodie
- Alexander Stephens (1757-1821)
- Robert Louis Stevenson, (1850-1894) : L'Île au trésor, L'Étrange Cas du docteur Jekyll et de M. Hyde
- Mary Stewart, (1916-2014)
- Annie S Swan, (1859-1943)

## T
- Robert Tannahill, (1774-1810), poète
- Josephine Tey, (1896-1952)
- James Thomson, (1700-1748), poète
- James Thomson, (1834-1882), poète
- Jeff Torrington, (1935-2008)
- Nigel Tranter, (1909–2000)
- Alexander Trocchi, (1925-1984)
- Alexander Fraser Tytler, (1747-1813)
- Patrick Fraser Tytler, (1791-1849)

## U
- Sir Thomas Urquhart, (1611 - vers 1660)

## V
- Vagaland (en) (1909-1973)
- Jürgen Vsych

## W
- Maurice Walsh, (1879-1964)
- Alan Warner, (1964-)
- Molly Weir, (1910-2004)
- Tom Weir (en), (1914-2006)
- Irvine Welsh, (1958-) : Trainspotting
- John Wilson, (1785–1854)